# Stavsolus tenninus
Stavsolus tenninus är en bäcksländeart som först beskrevs av James George Needham 1905.  Stavsolus tenninus ingår i släktet Stavsolus och familjen rovbäcksländor. Inga underarter finns listade i Catalogue of Life.